# Kirche von Bromma

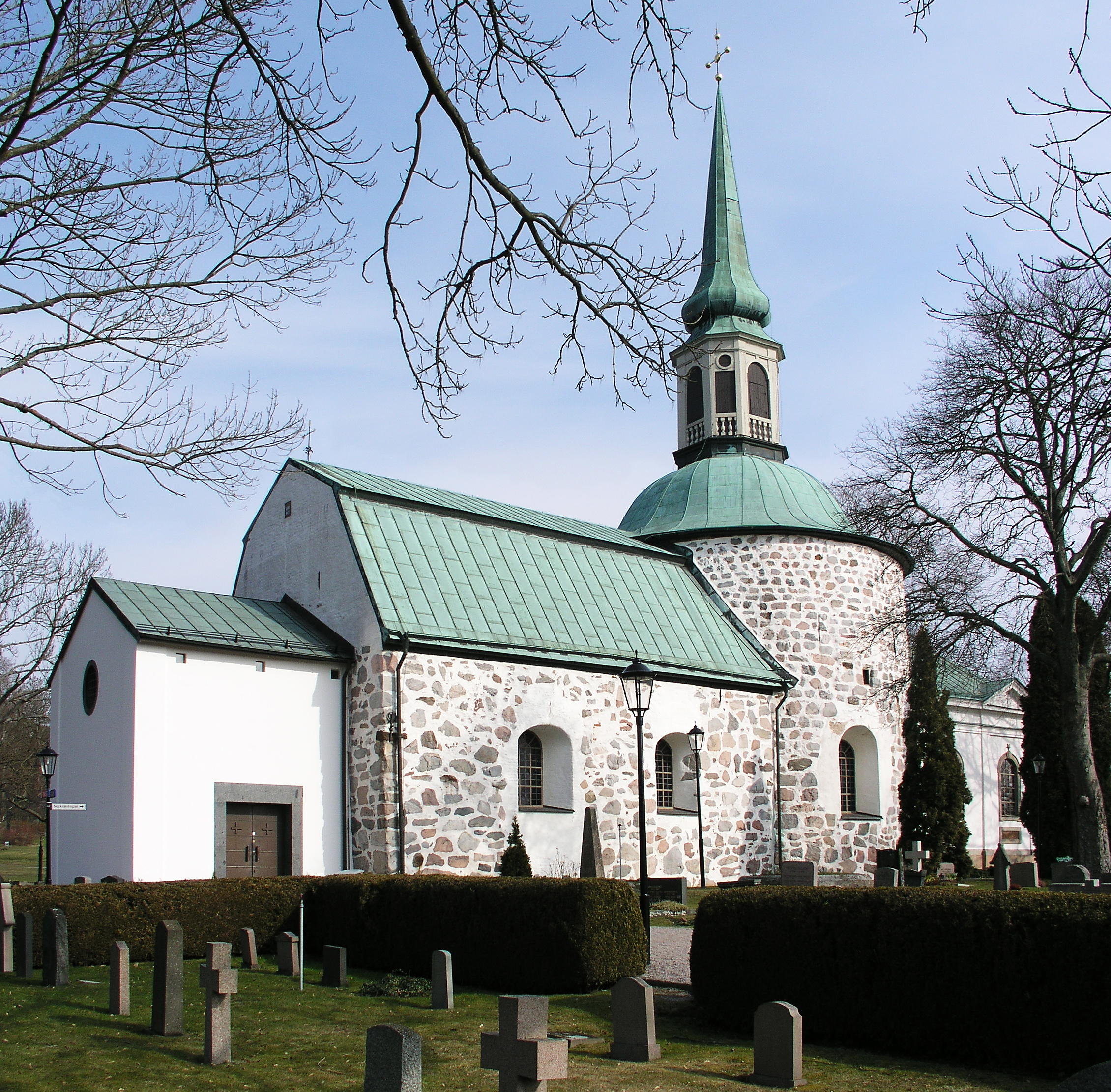
Außenansicht

Die Kirche von Bromma, schwedisch Bromma kyrka, ist eine Rundkirche im Stadtbezirk Bromma von Stockholm. Ihre ältesten Teile gehen auf das späte 12. Jahrhundert zurück. Ursprünglich bestand die Kirche aus einem Rundbau mit einem Chor an der östlichen Seite. Kirchenschiff und Sakristei wurden in der Mitte des 15. Jahrhunderts ergänzt. Etwa um 1480 malten Albertus Pictor und seine Schüler 40 biblische Szenen an die Wände, die bei Renovierungen in den Jahren 1905–1906 unter späteren Übermalungen freigelegt wurden. 
Siehe auch: Skandinavische Rundkirchen